# Sigurd von Ilsemann
Sigurd Wilhelm Adolf Arnold Christoph Frank Ilsemann, seit 1908 von Ilsemann (* 19. Februar 1884 in Lüneburg; † 6. Juni 1952 in Doorn) war ein preußischer Offizier und langjähriger Adjutant von Wilhelm II. bis zu dessen Tod im Jahre 1941. Auf Wunsch der Familie Hohenzollern wurde er danach Verwalter von Haus Doorn.

## Leben
Er war der Sohn des späteren preußischen Generalleutnants Karl von Ilsemann (1856–1930) und dessen Ehefrau Thekla, geborene Freiin von Hammerstein-Equord (1858–1920). Ilsemann schlug eine Militärkarriere in der Preußischen Armee ein und diente u. a. im Leibgarde-Infanterie-Regiment (1. Großherzoglich Hessisches) Nr. 115. Im Jahre 1918 wurde er Flügeladjutant von Kaiser Wilhelm II. und gehörte nach dessen Abdankung zu seinem Gefolge im Exil in den Niederlanden. Ilsemann schied daher als Hauptmann aus dem aktiven Dienst.

### Exil in den Niederlanden
Am 10. November floh Wilhelm II. in die Niederlande. Anfänglich wurde er von Graf Bentinck auf Schloss Amerongen aufgenommen. Statt sechs Tagen sollte der Kaiser anderthalb Jahre auf Amerongen bleiben, was nicht leicht für die Familie Bentinck war. Die einzige Tochter des Grafen, Elizabeth, hatte nach dem Tod ihrer Mutter die Führung des Haushaltes übernommen. Im Mai 1920 verlobten sie und Ilsemann sich, im Oktober desselben Jahres heirateten sie.
Ende 1919 erwarb Wilhelm im benachbarten Doorn das Schlösschen von der Baronesse Heemstra de Beaufort und ließ es bis 1920 für sich und seine Familie herrichten. Trotz seiner Ehe verbrachte Ilsemann mehr Zeit in Doorn als bei seiner Familie in Amerongen. Der Ex-Kaiser konnte nicht allein sein und bestand darauf, immer von einem Adjutanten begleitet zu werden. Diesem hielt er eingehende Monologe über alles, was ihn beschäftigte. Ilsemann teilte diese Aufgabe mit anderen, war aber verpflichtet, neben seiner täglichen Arbeit jeden zweiten Abend mit dem Ex-Kaiser zu speisen. Nach dem Abendbrot begleiteten alle Männer Wilhelm in das Rauchzimmer, wo der Ex-Kaiser abermals lange Zeit das Wort führte. Ein wichtiger Teil von Ilsemanns Tätigkeiten war der tägliche Vortrag der Zeitungsnachrichten. Ilsemann hielt es für seine Pflicht, dem Ex-Kaiser auch unangenehme Nachrichten nicht vorzuenthalten. Daneben musste Ilsemann dem Ex-Kaiser bei dessen täglicher Arbeit im Garten helfen. Ilsemann war einer der wenigen Mitglieder des Stabes, der ununterbrochen angestellt blieb bis zum Tode Wilhelms im Jahre 1941.
Nach dem Tod des Ex-Kaisers 1941 blieb Ilsemann in den Niederlanden und wurde später vom Kronprinzen gebeten, die Verwaltung des Hauses Doorn zu übernehmen. Am 6. Juni 1952 nahm Ilsemann sich im Torhaus von Haus Doorn das Leben.
Ilsemann hat jahrelang ein Tagebuch geführt. Nach seinem Tod sind Teile davon veröffentlicht worden. Sie sind eine Hauptquelle für die Graphic Novel Der Kaiser im Exil (2021) von Jan Bachmann.

### Familie
Ilsemann hatte sich am 7. Oktober 1920 in Amerongen mit Elisabeth Gräfin van Aldenburg-Bentinck (1892–1971), Tochter der Louise Gräfin Bylandt und des Godard Graf Aldenburg-Bentinck, verheiratet. Der älteste Sohn Wilhelm (1921–2015) war Vorstandsvorsitzender des deutschen Zweiges der Royal-Dutch-Shell-Gruppe. Daneben gingen die beiden Söhne Siegfried (* 1923) und Rüdiger (* 1929) aus der Ehe hervor. Siegfried nannte sich Bentinck und lebte mit seiner Frau Christina Elisabeth Beaumont in der Schweiz. Rüdiger lebte mit seiner Gattin Annemarie te Biesenbeck und den Kindern in den Niederlanden.

## Schriften
- Harald von Koenigswald (Hrsg.): Sigurd von Ilsemann: Der Kaiser in Holland. Aufzeichnungen des letzten Flügeladjutanten Kaiser Wilhelms II.
  - Band 1: Amerongen und Doorn. 1918-1923. Biederstein, München 1967; 2. durchgesehene Auflage Biederstein, München 1968.
  - Band 2: Monarchie und Nationalsozialismus. 1924-1941. Biederstein, München 1968.
- Harald von Koenigswald (Hrsg.): Sigurd von Ilsemann: Der Kaiser in Holland. Aufzeichnungen aus den Jahren 1918-1941. Eine Auswahl. dtv, München 1971 (eine gekürzte Version der Originalausgabe im Biederstein-Verlag).